# Every Rose Has Its Thorn
Every Rose Has Its Thorn è un singolo del gruppo musicale statunitense Poison, il terzo estratto dal loro secondo album in studio Open Up and Say...Ahh! nel 1988.
Il brano è una power ballad scritta dal cantante Bret Michaels con la sua chitarra acustica mentre si trovava in una lavanderia, affranto dalla fine di una relazione con una spogliarellista di Los Angeles. Fu il primo e unico singolo del gruppo ad arrivare in cima alla Billboard 200, la principale classifica statunitense, rimanendovi per tre settimane durante il periodo natalizio 1988-89. Raggiunse inoltre l'undicesima posizione della Mainstream Rock Songs e il tredicesimo posto della classifica britannica. Fu il terzo singolo più venduto negli Stati Uniti durante il 1989.

## Descrizione
Every Rose Has Its Thorn inizia in maniera soffusa e include due assoli di chitarra, uno calmo e uno veloce. La canzone è molto diversa dalle altre power ballad dell'epoca, poiché ha una notevole influenza country.
In un'intervista al programma televisivo Behind the Music, Bret Michaels racconta che il brano è stato scritto di notte in una lavanderia a gettoni di Dallas. In attesa che i suoi vestiti si asciugassero, il cantante chiamò la sua ragazza con un telefono pubblico, e durante la conversazione, sentì una voce maschile in sottofondo. Devastato da questa notizia, ritornò alla lavanderia per comporre in pochi minuti il testo di Every Rose Has Its Thorn.

## Video musicale
Il video musicale, diretto da Marty Callner, ha per protagonista Bret Michaels che suona la chitarra in solitudine, mentre vengono mostrate scene della band in tour. Il video è stato girato presso la Brown County Veterans Memorial Arena di Ashwaubenon, in Wisconsin, e in un magazzino vuoto nelle vicinanze.

## Tracce
1. Every Rose Has Its Thorn – 4:20
2. Livin' for the Minute – 2:42
3. Back to the Rocking Horse – 3:34

## Classifiche
| Classifica (1988/89)          | Posizione massima |
| ----------------------------- | ----------------- |
| Australia                     | 16                |
| Canada                        | 2                 |
| Germania                      | 38                |
| Irlanda                       | 8                 |
| Nuova Zelanda                 | 8                 |
| Paesi Bassi                   | 18                |
| Regno Unito                   | 13                |
| Stati Uniti                   | 1                 |
| Stati Uniti (mainstream rock) | 11                |
| Svezia                        | 20                |
| Svizzera                      | 12                |

## Nella cultura di massa
- La canzone è stata utilizzata nei film Un mitico viaggio, Deuce Bigalow - Puttano in saldo, Poliziotti fuori - Due sbirri a piede libero, Hop e Rock of Ages.
- Appare inoltre nelle serie televisive I Simpson, Prima o poi divorzio!, The O.C., One Tree Hill, October Road, Neighbours e Glee.
- Nell'episodio Lieto fine della seconda stagione di Revolution, Bret Michaels esegue una versione acustica del brano.
- La canzone è presente come traccia suonabile nei videogiochi Rock Band e Band Hero.
- Miley Cyrus ha inciso una cover del brano per il suo album del 2010 Can't Be Tamed.

## Riconoscimenti
Every Rose Has Its Thorn è stata inserita da VH1 al 34º posto nella classifica delle "100 più grandi canzoni degli anni '80" e al 7º posto in quella delle "25 più grandi power ballad".
Nel 2014 è stata indicata come la nona più grande power ballad di tutti i tempi da Yahoo! Music.